# Rivière Camatose
Rivière Camatose är ett vattendrag i Kanada.   Det ligger i provinsen Québec, i den sydöstra delen av landet, 230 km norr om huvudstaden Ottawa. Rivière Camatose ligger vid sjöarna  Lac Corbeil och Lac des Loirs.
I omgivningarna runt Rivière Camatose växer i huvudsak blandskog. Trakten runt Rivière Camatose är nära nog obefolkad, med mindre än två invånare per kvadratkilometer.